# Памятник в честь 200-летия основания Севастополя
Памятник в честь 200-летия основания Севастополя (укр. Пам'ятник на честь 200-річчя заснування Севастополя) — памятник, установленный на месте первых городских построек Севастополя, в исторической части города в сквере на площади Нахимова. Открыт 14 июня 1983 году к 200-й годовщине основания города. Авторы — архитекторы Г. Г. Кузьминский и А. С. Гладков.
Памятник создан в архитектурных формах, характерных для памятников первой обороны Севастополя. Представляет собой стелу из серого гранита, в верхнюю часть которой вмонтировано пушечное ядро. Установлен в центре цветочного газона, огорожен гранитным бордюром. К стеле ведут ступени, обрамленные фигурными стенками, по сторонам лестницы две скамьи. На лицевой стороне стелы высечена надпись русском языке: «Здесь 3 (14) июня 1783 года заложен город Севастополь, морская крепость юга России ». На противоположной стороне приведён перевод греческого слова «Севастополь»: «Город, достойный поклонения». На боковых гранях две даты — 1783, 1983. Высота памятника — 3,41 метра.
У подножия стелы 31 декабря 2000 года заложена капсула с посланием севастопольцам, которые будут жить через сто лет. Они должны раскрыть ее 31 октября 2100 года.

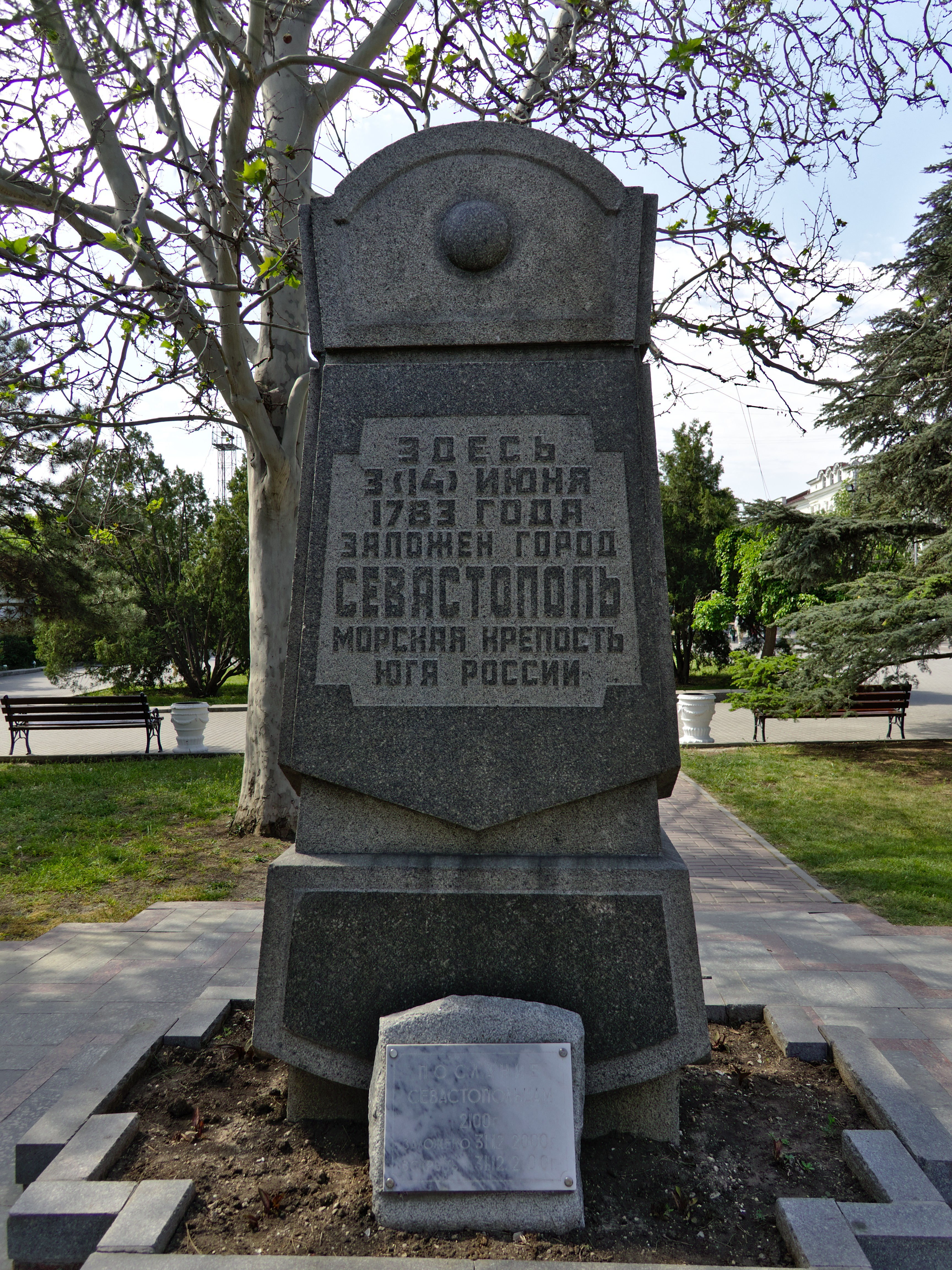
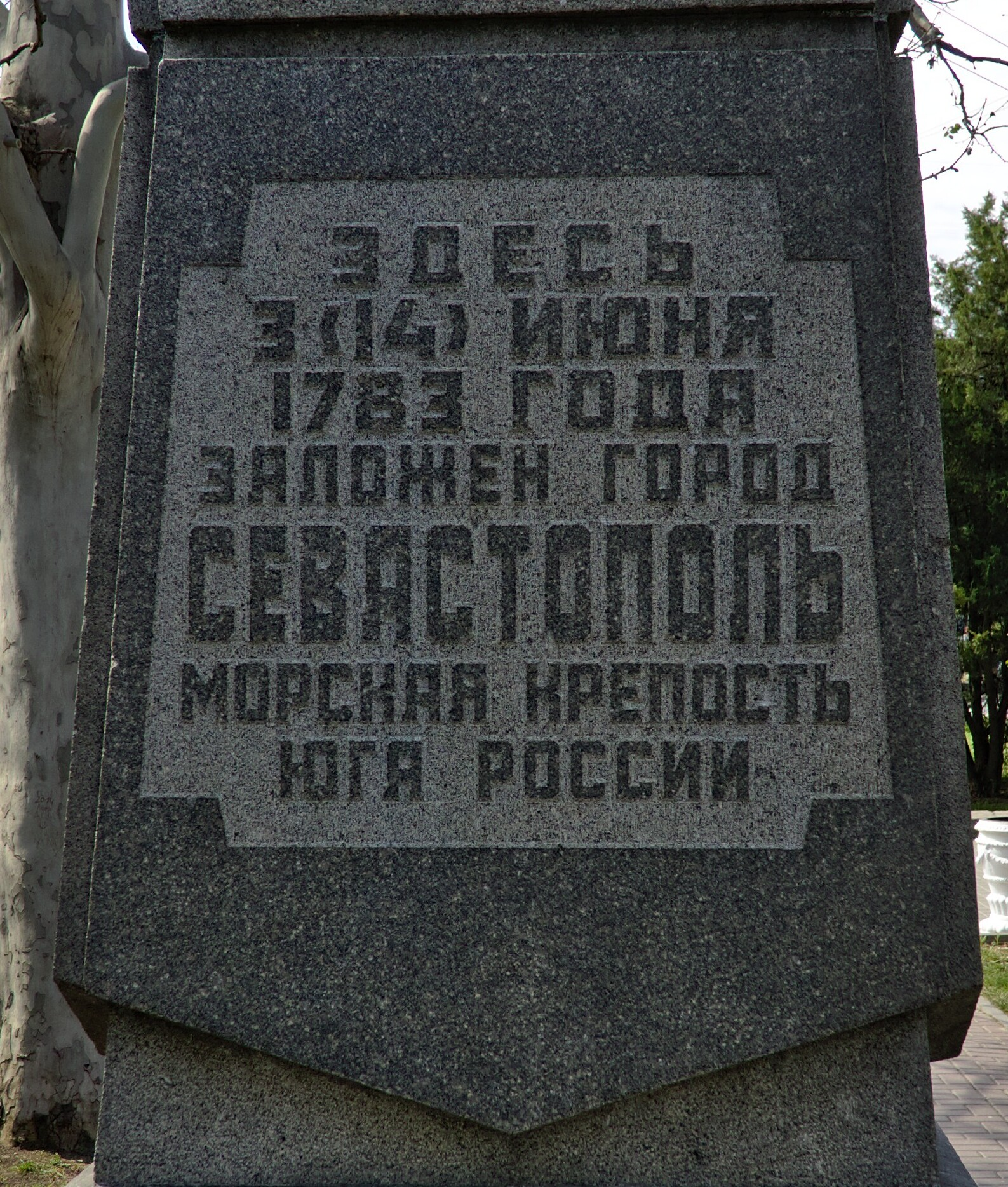